# ウィリアム・ポールディング・ジュニア
ウィリアム・ポールディング・ジュニア(William Paulding, Jr.、1770年3月7日 – 1854年2月11日)はアメリカの政治家。アメリカ合衆国下院議員、ニューヨーク市長を務めた。 ニューヨーク植民地ウエストチェスター郡タリータウン村で生まれ、法を学び、弁護士となり、ニューヨークで開業した。第12議会で民主共和党から選出され、1813年3月3日に1811年3月4日からまで務めた。民兵准将でもあり、米英戦争に従軍し、1812年のニューヨーク州憲法会議にも参加した。
ニューヨーク州軍高級将校、 1824年から1826年にニューヨーク市長を務めた。1854年にTarrytownで死亡し、the Old Dutch Burying Ground at Sleepy Hollow, Tarrytownに埋葬された。
独立戦争の英雄ジョン・ポールディングの従兄弟にあたる。
ブロンクス区モリスパーク (ブロンクス区)のポールディング通りは彼に因んで命名された。